# Mohamed Al Shamsi
Mohamed Al Shamsi (en árabe: محمد حسن الشامسي‎; Sharjah, 4 de enero de 1997) es un futbolista emiratí que juega en la demarcación de portero para el Al-Wahda de la Liga Árabe del Golfo.

## Selección nacional
Tras jugar en la selección de fútbol sub-17 de Emiratos Árabes Unidos, la sub-19 y en la sub-23, finalmente hizo su debut con la selección absoluta el 17 de diciembre de 2017 en un encuentro amistoso contra Irak que finalizó con un resultado de 1-0 a favor del combinado emiratí tras el gol de Ahmed Malallah.

## Clubes
| Club     | País                   | Año    | Partidos | Goles |
| -------- | ---------------------- | ------ | -------- | ----- |
| Al-Wahda | Emiratos Árabes Unidos | 2016 - | 129      | 0     |

## Palmarés

### Campeonatos nacionales
| Título                                     | Club     | País                   | Año  |
| ------------------------------------------ | -------- | ---------------------- | ---- |
| Supercopa de los Emiratos Árabes Unidos    | Al-Wahda | Emiratos Árabes Unidos | 2018 |
| Copa de Liga de los Emiratos Árabes Unidos | Al-Wahda | Emiratos Árabes Unidos | 2018 |